# Grzegorz Sobczyk
Grzegorz Sobczyk (* 10. Februar 1981 in Zakopane) ist ein ehemaliger polnischer Skispringer und heutiger Skisprungtrainer. Er vertrat in seiner Karriere drei Vereine, den SKS Start Zakopane, den WKS Zakopane und den KS AZS-AWF Katowice.

## Werdegang
In seiner Jugend erreichte Sobczyk bereits einige gute Ergebnisse; so belegte er bei den Junioren-Weltmeisterschaften 1999 in Saalfelden den 11. Platz. Im Jahr 2002 kam er bei den polnischen Meisterschaften dreimal in die Top 10. Sein Debüt im Continental Cup feierte er 2001 und belegte bei seinen ersten beiden Wettkämpfen die Plätze 51 und 67. Zwei Jahre später debütierte er bei einem Wettbewerb in Zakopane im Skisprung-Weltcup, welcher er auf dem 46. Rang abschloss. Daraufhin gehörte er in der Saison 2003/2004 zur polnischen A-Mannschaft, sprang jedoch nie wieder im Weltcup. Seine besten Platzierungen waren zwei neunte Plätze bei zwei FIS-Rennen in Karpacz (Januar 2004) und in Zakopane (Dezember 2004). Nach seinem Rücktritt vom Skispringen 2007 ist er seit der Saison 2010/11 Assistenztrainer der polnischen Skisprung-Nationalmannschaft.
Sobczyk lebt heute unverheiratet in seiner Geburtsstadt Zakopane.

## Erfolge

### Continental-Cup-Platzierungen
| Saison  | Platz | Punkte |
| ------- | ----- | ------ |
| 1998/99 | 110.  | 111    |
| 2002/03 | 065.  | 101    |